# Dittwar
Dittwar is een plaats in de Duitse gemeente Tauberbischofsheim, deelstaat Baden-Württemberg, en telt 764 inwoners (2015).

## Bezienswaardigheden

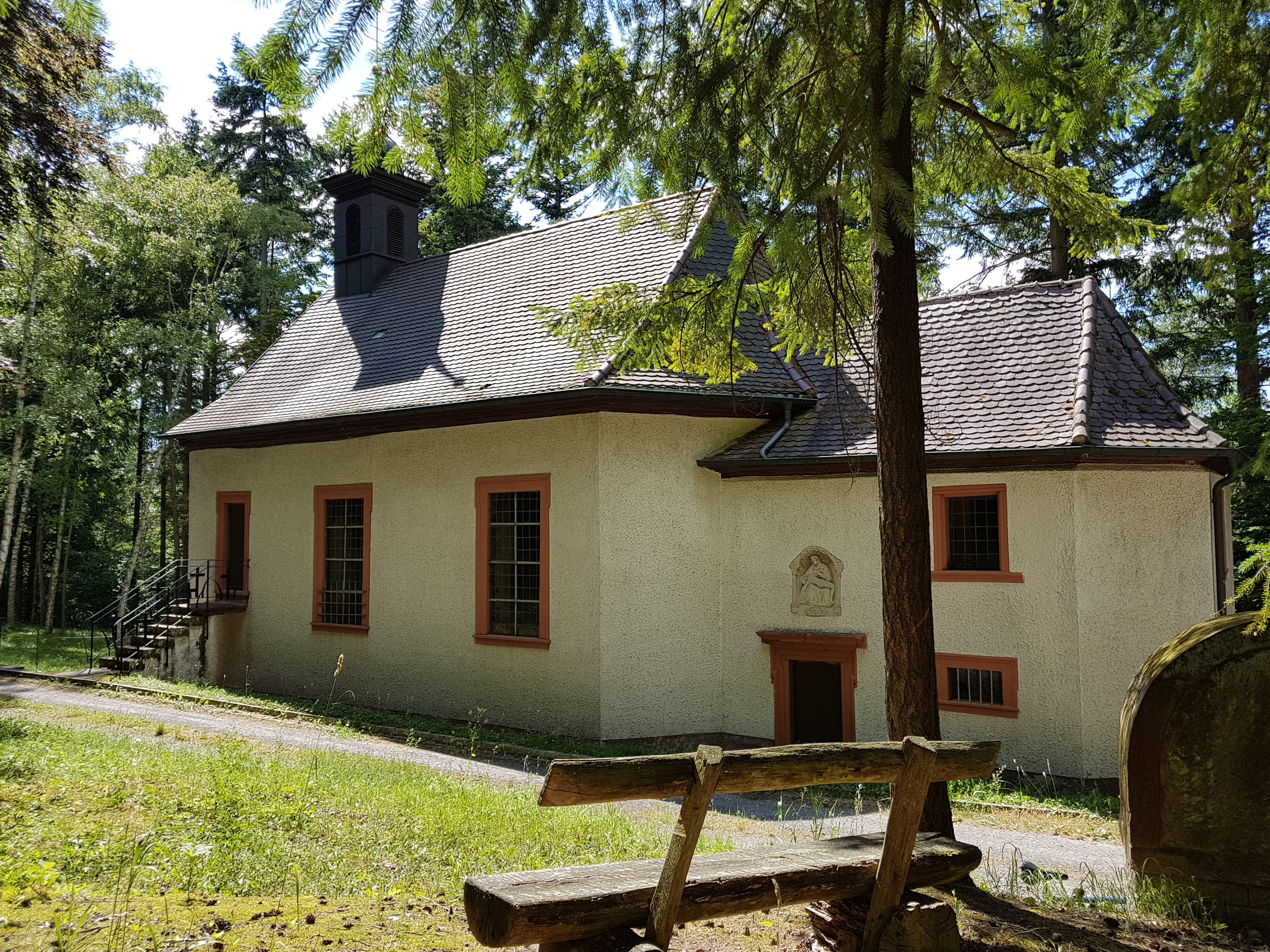
Kruiskapel (1683)
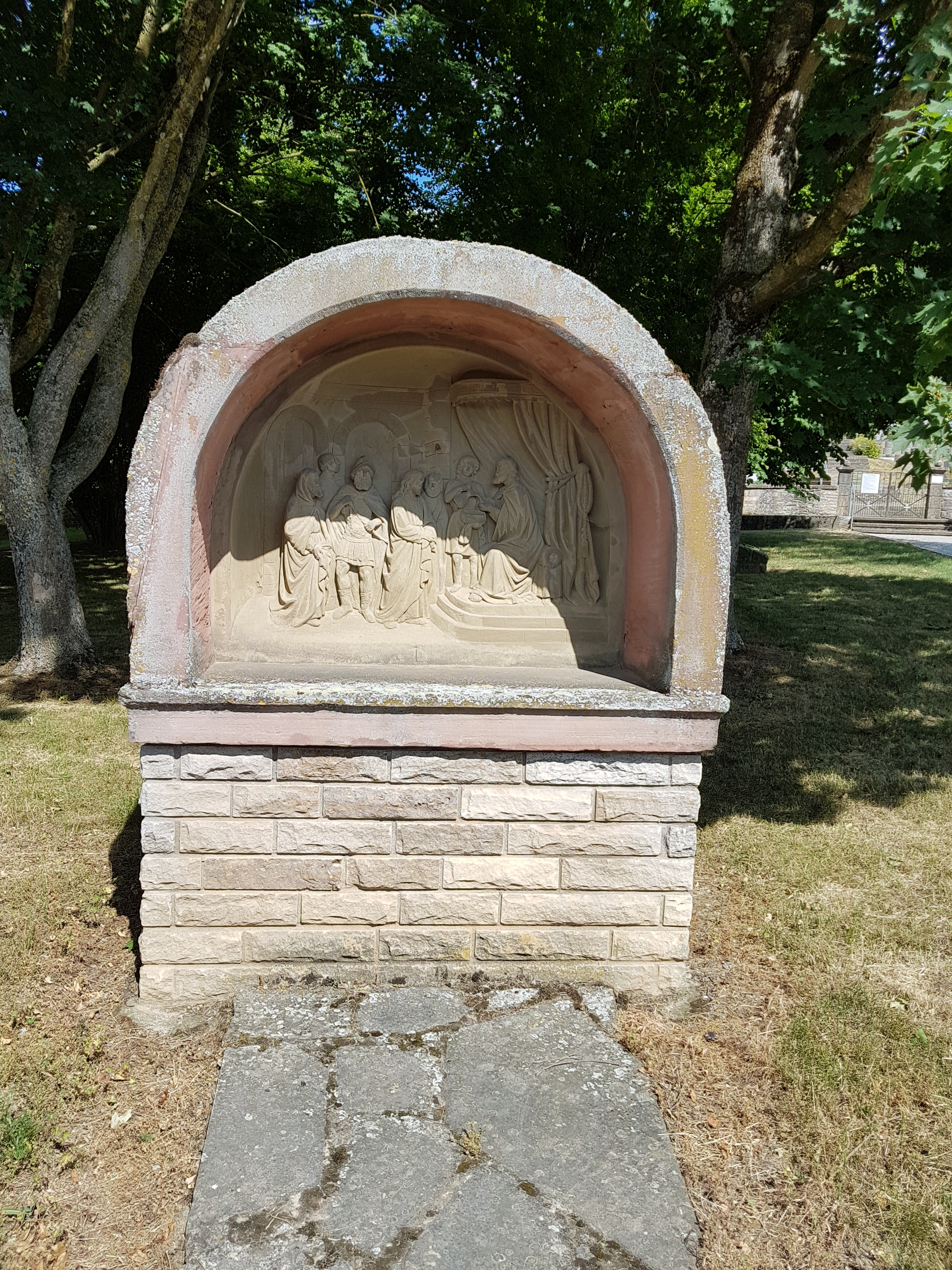
Weg van het Kruis (1747)
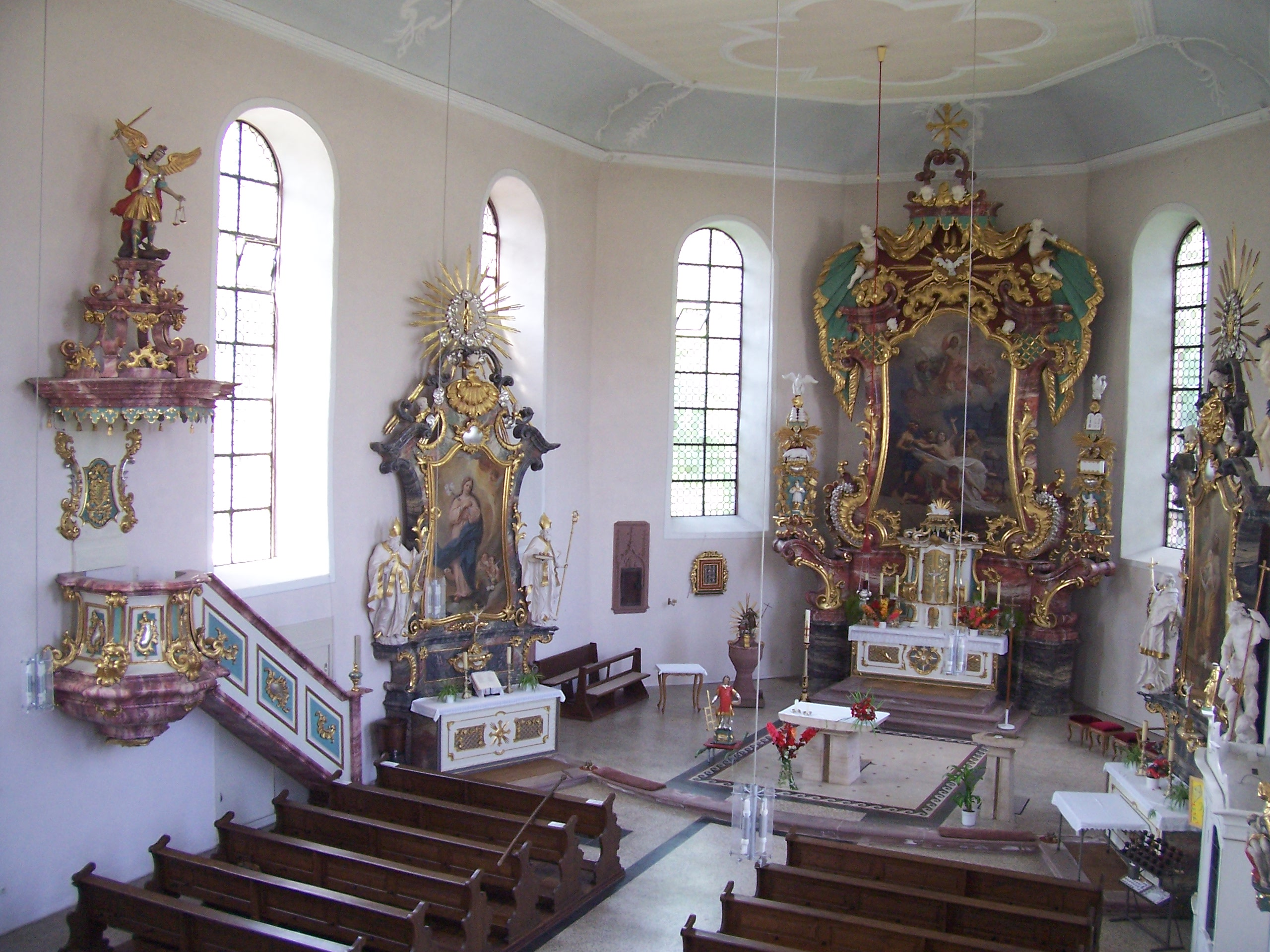
Kerk van St. Lawrence (1754)
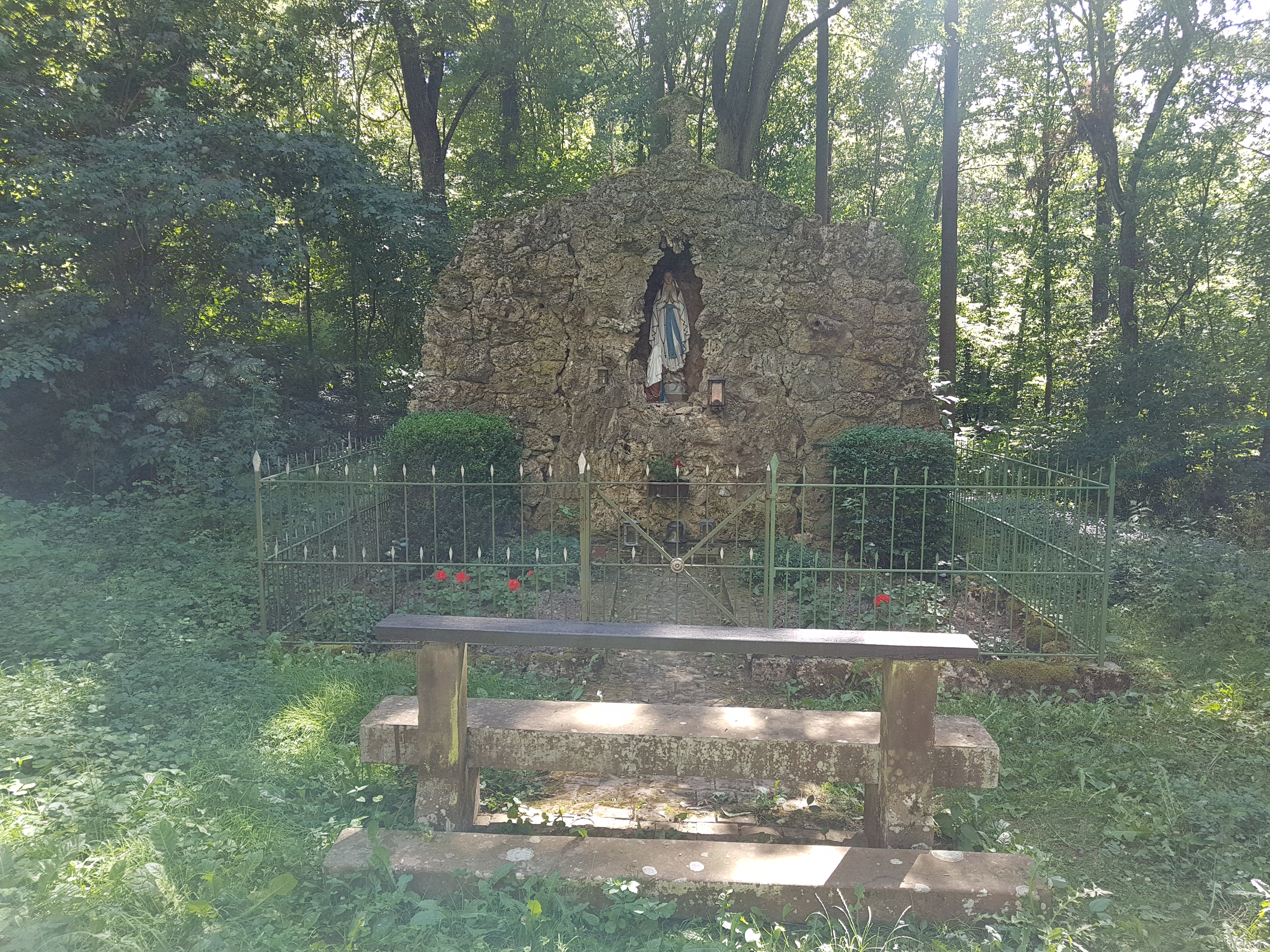
Mariagrot (1790)